# Dodô (Fußballspieler, Juni 1987)
Sandro Ferreira André oder kurz Dodô (* 20. Juni 1987 in Aurora, CE) ist ein brasilianischer Fußballspieler.

## Karriere
Dodô startete seine Profikarriere 2009 bei ADRC Icasa. 2011 wechselte er zu Atlético Goianiense mit dem Klub spielte er in der Meisterschaft 2011 erstmalig in der Campeonato Brasileiro de Futebol. Zur Saison 2014 musste er den Klub wieder verlassen und spielte 2014 nur für unterklassige Klubs seiner Heimat. Im Frühjahr 2015 wechselte er zum iranischen Verein Paykan Teheran und spielte damit zum ersten Mal im Ausland. Zur Saison 2015/16 wechselte er in die türkische TFF 1. Lig zu Giresunspor. Nach Abschluss der Saison 2017/18 ging Dodô nach Katar zum Qatar SC. Bereits nach einer Spielzeit wechselte er erneut. Er ging zurück in die Türkei zu Boluspor.